# A Londoni rémtörténetek epizódjainak listája
Ez a lista a Londoni rémtörténetek epizódjainak listáját tartalmazza. A sorozat 2014. május 11-én indul a Showtime televíziós csatornán az Amerikai Egyesült Államokban. A sorozat 3 évad után végleg befejeződött. Magyarországon az HBO sugározta 2014 és 2016 között.

## Évadáttekintés
| Évad | Évad | Részek száma | Részek száma | Eredeti sugárzás | Eredeti sugárzás | Eredeti adó | Magyar sugárzás   | Magyar sugárzás    | Magyar adó |
| Évad | Évad | Részek száma | Részek száma | Évadbemutató     | Évadzáró         | Eredeti adó | Évadbemutató      | Évadzáró           | Magyar adó |
| ---- | ---- | ------------ | ------------ | ---------------- | ---------------- | ----------- | ----------------- | ------------------ | ---------- |
|      | 1.   | 8            | 8            | 2014. május 11.  | 2014. június 29. | Showtime    | 2014. november 3. | 2014. december 22. | HBO        |
|      | 2.   | 10           | 10           | 2015. május 3.   | 2015. július 5.  | Showtime    | 2015. június 2.   | 2015. augusztus 4. | HBO        |
|      | 3.   | 9            | 9            | 2016. május 1.   | 2016. június 19. | Showtime    | 2016. június 7.   | 2016. augusztus 2. | HBO        |

## Első évad (2014)
| Sor. | Év. | Cím                                                     | Rendező        | Író        | Premier                             | Nézettség   |
| ---- | --- | ------------------------------------------------------- | -------------- | ---------- | ----------------------------------- | ----------- |
| 1.   | 1.  | Éjszakai munka (Night Work)                             | J. A. Bayona   | John Logan | 2014. május 11. 2014. november 3.   | 0,87 millió |
| 2.   | 2.  | Szeánsz (Séance)                                        | J. A. Bayona   | John Logan | 2014. május 18. 2014. november 10.  | 0,72 millió |
| 3.   | 3.  | Feltámadás (Resurrection)                               | Dearbhla Walsh | John Logan | 2014. május 25. 2014. november 17.  | 0,73 millió |
| 4.   | 4.  | Demimonde (Demimonde)                                   | Dearbhla Walsh | John Logan | 2014. június 1. 2014. november 24.  | 0,73 millió |
| 5.   | 5.  | Akár a nővérek (Closer Than Sisters)                    | Coky Giedroyc  | John Logan | 2014. június 8. 2014. december 1.   | 0,80 millió |
| 6.   | 6.  | Mi a halálban eggyé lett (What Death Can Join Together) | Coky Giedroyc  | John Logan | 2014. június 15. 2014. december 8.  | 0,68 millió |
| 7.   | 7.  | Megszállva (Possession)                                 | James Hawes    | John Logan | 2014. június 22. 2014. december 15. | 0,80 millió |
| 8.   | 8.  | Grand Guignol (Grand Guignol)                           | James Hawes    | John Logan | 2014. június 29. 2014. december 22. | 0,86 millió |

## Második évad (2015)
| Sor. | Év. | Cím                                                             | Rendező       | Író        | Premier                            | Nézettség   |
| ---- | --- | --------------------------------------------------------------- | ------------- | ---------- | ---------------------------------- | ----------- |
| 9.   | 1.  | Újra a pokolban (Fresh Hell)                                    | James Hawes   | John Logan | 2015. május 3. 2015. június 2.     | 0,58 millió |
| 10.  | 2.  | Verbis Diablo (Verbis Diablo)                                   | James Hawes   | John Logan | 2015. május 10. 2015. június 9.    | 0,54 millió |
| 11.  | 3.  | Az éjjelmozgók (The Nightcomers)                                | Brian Kirk    | John Logan | 2015. május 17. 2015. június 16.   | 0,64 millió |
| 12.  | 4.  | Mennyekből jött gonosz lelkek (Evil Spirits in Heavenly Places) | Damon Thomas  | John Logan | 2015. május 24. 2015. június 23.   | 0,64 millió |
| 13.  | 5.  | Az égbolt felettem (Above the Vaulted Sky)                      | Damon Thomas  | John Logan | 2015. május 31. 2015. június 30.   | 0,71 millió |
| 14.  | 6.  | Tündöklő borzalmak (Glorious Horrors)                           | James Hawes   | John Logan | 2015. június 7. 2015. július 7.    | 0,57 millió |
| 15.  | 7.  | Kicsi skorpió (Little Scorpion)                                 | Brian Kirk    | John Logan | 2015. június 14. 2015. július 14.  | 0,57 millió |
| 16.  | 8.  | Memento Mori (Memento Mori)                                     | Kari Skogland | John Logan | 2015. június 21. 2015. július 21.  | 0,52 millió |
| 17.  | 9.  | A pokol az én ellenfelem (And Hell Itself My Only Foe)          | Brian Kirk    | John Logan | 2015. június 28. 2015. július 28.  | 0,60 millió |
| 18.  | 10. | Ellenségek voltak (And They Were Enemies)                       | Brian Kirk    | John Logan | 2015. július 5. 2015. augusztus 4. | 0,75 millió |

## Harmadik évad (2016)
| Sor. | Év. | Cím                                                   | Rendező      | Író                                      | Premier                             | Nézettség   |
| ---- | --- | ----------------------------------------------------- | ------------ | ---------------------------------------- | ----------------------------------- | ----------- |
| 19.  | 1.  | A nap amikor Tennyson meghalt (The Day Tennyson Died) | Damon Thomas | John Logan                               | 2016. május 1. 2016. június 7.      | 0,54 millió |
| 20.  | 2.  | Ragadozók közel, s távol (Predators Far and Near)     | Damon Thomas | John Logan                               | 2016. május 8. 2016. június 14.     | 0,55 millió |
| 21.  | 3.  | Jó és gonosz karöltve jár (Good and Evil Braided Be)  | Damon Thomas | John Logan                               | 2016. május 15. 2016. június 21.    | 0,60 millió |
| 22.  | 4.  | Fűszál (A Blade of Grass)                             | Toa Fraser   | John Logan                               | 2016. május 22. 2016. június 28.    | 0,48 millió |
| 23.  | 5.  | A föld a mi poklunk (This World Is Our Hell)          | Paco Cabezas | Andrew Hinderaker                        | 2016. május 29. 2016. július 5.     | 0,66 millió |
| 24.  | 6.  | A legádázabb fenevad (No Beast So Fierce)             | Paco Cabezas | Andrew Hinderaker & Krysty Wilson-Cairns | 2016. június 5. 2016. július 12.    | 0,72 millió |
| 25.  | 7.  | Apály (Ebb Tide)                                      | Paco Cabezas | John Logan                               | 2016. június 12. 2016. július 19.   | 0,65 millió |
| 26.  | 8.  | Az éj örök (Perpetual Night)                          | Damon Thomas | Krysty Wilson-Cairns                     | 2016. június 19. 2016. július 26.   | 0,45 millió |
| 27.  | 9.  | Áldott sötétség (The Blessed Dark)                    | Paco Cabezas | John Logan                               | 2016. június 19. 2016. augusztus 2. | 0,55 millió |